# Mi suegra es una fiera (obra)
Mi suegra es una fiera, cuyo nombre en el idioma original francés es Le Compartiment des dames seules, es una obra de teatro en tres actos escrita por Maurice Hennequin  y Alberto Mitchel que se representó por primera vez en el Théâtre du Palais-Royal de París el 27 de noviembre de 1917.

## Personajes
- Robert de Merinville
- Monicourt
- Le Petit-Boncin
- Fermín
- El Marqués
- Augusto
- Herminia Monicourt
- Nicole de Merinville
- Isabel de Ballancourt
- Esposa de Le Petit-Boncin
- Mariette
- Sra. Ladurel
- Sra. Lebrunois
- Sofía
- Sra. Dupontin
- Sra. Meridol

## Sinopsis
Una señora cuya hija acaba de casarse trata que el matrimonio no se consuma, para lo cual se vale de una aventura que su yerno tuvo con una desconocida para hacerle creer que su reciente esposa es, en realidad, hija suya.